# Abell 36
Coordenadas:  13h 40m 41.3s, −19° 52′ 55.3″
Abell 36 es una nebulosa planetaria localizada a 780 años luz de la Tierra en la constelación de Virgo.
A esta distancia abarca unos 1,5 años luz en esta nítida vista telescópica .Sin dar importancia a las capas exteriores, la estrella central de la nebulosa se contrae, se calienta más y evoluciona hacia una fase final de enana blanca. Se estima que esta estrella central tiene una temperatura superficial de unos 73.000 K, en comparación con los 6,000 K del sol. Como resultado, la estrella extremadamente caliente es mucho más brillante en luz ultravioleta que lo que aquí se ve. La invisible luz ultravioleta ioniza los átomos de hidrógeno y de oxígeno de la nebulosa y, en última instancia, potencia el bella resplandor que presenta en luz visible.